# Friedrich Bergius

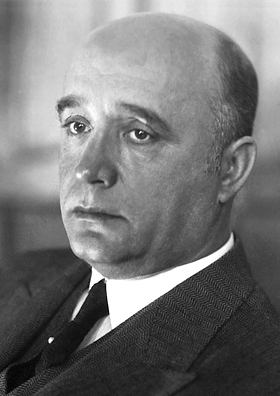
Friedrich Bergius

Friedrich Carl Rudolf Bergius (* 11. Oktober 1884 in Goldschmieden bei Breslau, heute Teil des Breslauer Stadtbezirks Fabryczna; † 30. März 1949 in Buenos Aires) war ein deutscher Chemiker und Unternehmer. Bergius schuf die Grundlage für das Bergius-Pier-Verfahren zur Herstellung von Benzin und Dieselöl aus Kohle und Wasserstoff unter hohem Druck sowie ein verbessertes Verfahren zur Umwandlung von Holz in Zucker. Seine chemisch-industriellen Entwicklungsarbeiten waren dadurch erschwert, dass sie in einer Zeit der großen Katastrophen stattfanden: zwei Weltkriege, Hyperinflation und Bankenkrise.
1931 erhielten Bergius und Carl Bosch den Nobelpreis für Chemie „für ihre Verdienste um die Entdeckung und Entwicklung der chemischen Hochdruckverfahren“. Bergius sagte bei der Preisverleihung, er habe sich „das Ziel gesetzt, Erkenntnisse zu suchen, die der Menschheit nutzen sollten“.

## Leben

### Herkunft
Friedrich Bergius war der Sohn des Fabrikbesitzers Heinrich Bergius (1848–1906), der die Chemische Fabrik Goldschmieden führte und aus einer alten deutschen Familie stammte, die sich schon Verdienste auf dem Gebiet der Wissenschaften erworben hatte. Zu den Vorfahren gehören Professor Johannes Bergius (1587–1658) in Frankfurt (Oder), der als Hofprediger am Brandenburger Hof wirkte, und Carl Julius Bergius (1804–1871), Professor der Nationalökonomie in Breslau. Die Mutter Marie, geb. Haase, war eine Tochter des Altphilologen Friedrich Haase. Friedrich Bergius hatte vier Schwestern: Johanna, Frieda, Julie und Margarete.

### Studium in Breslau und Leipzig
Nach dem Besuch eines Realgymnasiums erwarb Bergius praktische Kenntnisse in einem Labor eines Hüttenwerkes. Danach nahm er das Studium im Jahre 1903 an der Universität Breslau in den Fächern Chemie und chemische Technologie auf. Die herausragenden Dozenten, bei denen er studierte, waren Walter Herz (1875–1930), Albert Ladenburg (1842–1911) und Richard Abegg (1869–1910). Im Jahre 1907 erlangte er in Leipzig die Promotion bei Arthur Hantzsch (1857–1935) mit dem Thema Über absolute Schwefelsäure als Lösungsmittel zum Dr. phil.

### Berlin und Hannover
Darauf wechselte er für zwei Semester nach Berlin zu Walther Nernst und befasste sich am Institut für Physikalische Chemie mit chemischen Gleichgewichten von Gasreaktionen; dort lernte er den Chemiker Matthias Pier kennen. Er baute sein Wissen 1909 bei Fritz Haber  in Karlsruhe durch zusätzliche Kenntnisse auf dem Gebiet der Hochdruckreaktionen aus.
1909 wechselte er zum Physikalischen Institut nach Hannover, an dem Max Bodenstein lehrte. Aufgrund der wenig zureichenden Sicherheitsausstattung am Institut richtete sich Bergius in unmittelbarer Nähe des Instituts ein Privatlabor ein. Dort beschäftigte er sich sogleich mit heterogenen Hochdruckreaktionen bei Temperaturen von 500 °C und Drücken von 200 at. Zunächst befasste er sich mit der Herstellung von Wasserstoffgas durch die Einwirkung von Wasser und Kohle bei hohen Drücken (200 at) und hohen Temperaturen. Er konnte durch chemische Analysen feststellen, dass unter diesen Bedingungen Torf im Reaktor durch den Inkohlungsprozess, einen Prozess der in der Natur mehrere Millionen Jahre benötigt, in wenigen Minuten in eine steinkohleartige Substanz überging. Auch Cellulose, Lignin oder Holz konnten in eine steinkohleartige Verbindung überführt werden.
1912 wurde Bergius mit seiner Habilitationsschrift Anwendung hoher Drucke bei chemischen Vorgängen und die Nachbildung des Entstehungsprozesses der Steinkohle bei den Gutachtern Bodenstein und Hermann Ost zum Dozenten für reine und angewandte physikalische Chemie an der TH Hannover habilitiert.

### Kohleverflüssigung
Im Sommer 1913 wandelte ein Mitarbeiter von Bergius, Hugo Specht, das entstandene Inkohlungsprodukt des Torfs bei 450 °C und einem Wasserstoffdruck von 150 atm in eine benzolähnliche organische Flüssigkeit um. Der Versuch wurde mit Braun- und Steinkohle wiederholt und es bildete sich ebenfalls eine benzolähnliche organische Flüssigkeit.
Im Jahre 1913 meldete er ein Verfahren zur „Kohleverflüssigung“ zum Patent an. Durch dieses Verfahren über die Hydrierung von Kohle hatte er den Grundstein für das spätere Bergius-Pier-Verfahren gelegt, das die Produktion synthetischer Kraftstoffe unabhängig von Erdöl ermöglichte.
Am 1. Januar 1914 trat er in die Theodor Goldschmidt AG in Essen ein und übernahm die Leitung des wissenschaftlichen Labors. Er gehörte auch dem Vorstand des Unternehmens an. Im Jahr 1916 wurde das Labor nach Mannheim-Rheinau verlegt, um dort eine halbtechnische Versuchsanlage aufzubauen, um die bisherigen Erkenntnisse der Kohleforschung zu überprüfen. Das Ziel, seine Ergebnisse industriell zu nutzen, erforderte erhebliche Investitionsmittel, so dass im Jahre 1918 ein Konsortium für Kohlechemie gegründet wurde. Die Inflation führte jedoch schon bald zu Finanzierungsproblemen. Bergius konnte das nötige Beteiligungskapital durch andere Unternehmen wie Shell und ICI gewinnen. Im Jahre 1924 zog sich die Theodor Goldschmidt AG aus dem Konsortium zurück, Bergius arbeitete dort weiter.
Größere Projekte waren ohne ausreichendes Kapital jedoch nicht möglich. Daher überließ Bergius 1925 sämtliche Patentrechte der BASF, die im selben Jahr mit den anderen Chemie-Unternehmen (Bayer, Hoechst u. a.) zur IG Farben AG fusionierte. Es war für Bergius eine zehnjährige Beratertätigkeit vorgesehen – von dieser wurde aber kein Gebrauch gemacht, daher schied Bergius bei der weiteren Verfahrensentwicklung aus.

### Holzverzuckerung
Nach Verkauf der Patentrechte wohnte Bergius in Heidelberg, und er pflegte dort Kontakte mit Künstlern, Politikern und Schriftstellern. Seine liberalen politischen Anschauungen verbanden ihn mit Gustav Stresemann. Im Jahr 1916 hatte er sich bereits bei der Theodor Goldschmidt AG mit der chemischen Umwandlung von Holz in Zucker auseinandergesetzt und wandte sich dieser Holzchemie ab 1925 zu. In Mannheim-Rheinau wurde die erste Anlage zur Holzverzuckerung unter Leitung von Bergius entwickelt. Die verfahrenstechnische Umsetzung in eine kontinuierlich laufende Großanlage war jedoch sehr schwierig. Erst später gelang es im Werk in Mannheim-Rheinau, aus 100 kg Holz ca. 66 kg Zucker zu gewinnen.
Inflation und Bankenkrisen fielen in ungünstiger Weise mit den unternehmerischen Projekten zusammen. Das Unternehmen geriet in finanzielle Nöte. Bergius musste sich auch persönlich immer wieder finanziell einsetzen. Zur Verleihung des Nobelpreises reiste ein Gerichtsvollzieher mit, der das Preisgeld von Bergius einbehielt. Ab 1933 besserte sich die Situation, weil „der NS-Staat an der weiteren Entwicklung der Bergius-Verfahren im Rahmen der Autarkiepolitik interessiert war“, so dass Bergius Staatsgelder für sein Unternehmen bekommen konnte. Bergius wurde Mitglied der NSDAP und lernte deren führende Repräsentanten persönlich kennen. Seine Einstellung gegenüber dem Dritten Reich war positiv, wozu seine nationalkonservativen Anschauungen beitrugen.
1938 bemühte er sich um das Mieten oder den Ankauf des Rhenanenhauses in der Heidelberger Altstadt zur Einrichtung eines chemischen Laboratoriums.

### Letzte Lebensjahre
Bergius musste aufgrund der finanziellen Schwierigkeiten seiner Unternehmungen sein gesamtes privates Vermögen einsetzen und schließlich auch sein Haus in Heidelberg verkaufen. Es half jedoch nichts, er war kurze Zeit später ein mittelloser Erfinder. Er zog nach Berlin. Dort wurde ihm ein privates Labor für Forschungszwecke zur Verfügung gestellt. Nach dem Zweiten Weltkrieg bekam er Aufträge zum Bau von Chemieanlagen in Spanien und 1947 in Argentinien. Bergius starb 1949 in Buenos Aires im Alter von 64 Jahren, wo er auf dem Deutschen Friedhof von Chacarita seine letzte Ruhestätte fand.

## Familie
1908 heiratete Bergius in Hannover Margarethe Sachs (1885–1961). Aus dieser Ehe gingen die Tochter Renate (1910–1988) und der Sohn Johannes (1916–1988) hervor. Die Ehe wurde 1922 geschieden. In zweiter Ehe heiratete Bergius in Heidelberg Ottilie Kratzert (1896–1972). Aus dieser Ehe stammte der Sohn Wolfgang (1925–1975). 

## Mitgliedschaften
- Gesellschaft der Freunde der Universität Heidelberg
- Kaiser-Wilhelm-Gesellschaft zur Förderung der Wissenschaften
- Vorstand des Rates des Deutschen Museums in München
- Aufsichtsratsvorsitzender der Hydrolyse AG in Heidelberg
- Deutscher Herrenklub in Berlin

## Auszeichnungen und Ehrungen
- 1928: Liebig-Denkmünze des Vereins Deutscher Chemiker
- 1931: Nobelpreis für Chemie zusammen mit Carl Bosch
- 1937: Wilhelm-Exner-Medaille
- 1941: Wahl zum ordentlichen Mitglied der Heidelberger Akademie der Wissenschaften, ab 1942 korrespondierendes Mitglied
- Ehrenmitglied des Institute of Petroleum Technology in London

Bergius war Ehrendoktor und Ehrensenator der Universität Heidelberg sowie Ehrendoktor der Universität Hannover und der Harvard University (1936).
Nach ihm ist die Friedrich-Bergius-Oberschule in Berlin-Friedenau sowie die Bergiusschule in Frankfurt-Sachsenhausen benannt.

## Weiterentwicklungen der Verfahren von Bergius
Hydrierwerke, die mit dem Bergius-Pier-Verfahren arbeiten, wurden ab Mitte der 1920er Jahre in verschiedenen Ländern errichtet. Im Deutschen Reich erlangten die Anlagen im Rahmen der Autarkiebestrebungen ab 1933 besondere Bedeutung. Insgesamt gingen bis 1944 im deutschen Einflussbereich 14 Hydrierwerke nach dem Hochdruck-Hydrierungsverfahren der I.G. Farben in Betrieb, die überwiegend Flugtreibstoffe, aber auch Fahrbenzine, Schmieröle, Dieselkraftstoff und andere synthetische Produkte produzierten.
In den USA wurde an verschiedenen Hydrierverfahren nach dem Zweiten Weltkrieg unter der Bezeichnung CtL (Coal to Liquid) von Kellog und in Südafrika von Sasol weitergeforscht, wobei sich hier insbesondere die Fischer-Tropsch-Synthese weiterentwickelte. Neben der Kohleverflüssigung erfolgten weitere Forschungen der Verfahren zur Holzverzuckerung. Ökonomisch genutzt wurden Verfahren zur Holzverzuckerung in der Sowjetunion (zum Beispiel Chalov- oder Riga-Verfahren) und von 1953 bis 1959 in Japan (Noguchi-Chisso-Verfahren). In Ostblockstaaten blieben die Hydrierwerke in Betrieb. In den USA wurden verschiedene Pilotanlagen zur Kohlevergasung gebaut, unter anderem in Baytown (Texas), in Catlettsburg (Kentucky) und Fort Lewis (Washington). In Deutschland entstanden ebenfalls Versuchsanlagen: in Bottrop (1981, Herstellung von 200 Tonnen Kohleöl/Tag) und im Saarland (Völklingen-Fürstenhausen).

## Schriften (Auswahl)
- Anwendung hoher Drucke bei chemischen Vorgängen und die Nachbildung des Entstehungsprozesses der Steinkohle. 1913
- Verfahren zur Herstellung von flüssigen oder löslich organischen Verbindungen aus Steinkohle und dergleichen. 1913
- Die Verflüssigung der Kohle. 1925
- Beiträge zur Theorie der Kohleentstehung. In: Die Naturwissenschaften. 1928
- Die Herstellung von Zucker aus Holz und anderen Naturstoffen. 1931
- Chemische Reaktionen auf hohen Druck. Nobelpreisvortrag, 1932
- Nährstoffe aus deutschem Holz. 1933
- Ein deutscher Erfinder kämpft gegen die englische Blockade von Edar von Schmidt-Pauli. Berlin 1943